# Bragadiru
Bragadiru ist eine Stadt im Kreis Ilfov in Rumänien.

## Lage
Bragadiru liegt in der Walachischen Tiefebene, unmittelbar am südwestlichen Stadtrand von Bukarest. Das Zentrum der rumänischen Hauptstadt befindet sich in etwa 12 km Entfernung.

## Geschichte
Bragadiru ist eine junge Siedlung, die 1830 erstmals urkundlich erwähnt wurde. Von 1866 an wurde sie ganz wesentlich von einer Bierbrauerei geprägt. Diese gehörte dem Unternehmer Dumitru Marinescu (1842–1915), der der Brauerei den Namen des Ortes gab und sich später selbst Dumitru Marinescu Bragadiru nannte. Er erwarb Grundstücke im Ort und finanzierte den Bau des Rathauses, einer Schule und einer Kirche. Von seiner Villa ließ er die erste Telefonleitung Rumäniens zu einer weiteren ihm gehörenden Brauerei in Bukarest legen. Er veranlasste den Bau von Wohnungen für seine Angestellten, eines Kinos und sonstiger Freizeiteinrichtungen.
Nach dem Zweiten Weltkrieg wurden die Brauerei und die sonstigen Immobilien der Familie Bragadiru verstaatlicht. Der Ort entwickelte sich zu einer für die Umgebung Bukarests typischen Vorstadt. 2006 wurde Bragadiru offiziell zur Stadt erklärt.
Die Brauerei ging nach der Revolution 1989 bankrott. Ein Teil der enteigneten Gebäude wurde der Familie Bragadiru rückübertragen.
Die wichtigsten Wirtschaftszweige sind die Bauindustrie sowie Handel und Dienstleistungen. Es siedelten sich eine Süßwarenfabrik und ein pharmazeutisches Unternehmen an. Etwa 60 % der Arbeitnehmer pendeln täglich nach Bukarest.

## Bevölkerung
Bei der Volkszählung 2002 lebten in Bragadiru 8165 Personen, darunter 8018 Rumänen und 119 Roma.

## Verkehr
Bragadiru liegt unweit des um Bukarest führenden Eisenbahnringes, verfügt jedoch nicht über einen Bahnhof. Die Stadt ist über Buslinien an das ÖPNV-System Bukarests angeschlossen.

## Sehenswürdigkeiten
- Archäologische Fundstätten aus der dakischen Epoche